# Avenue du Fort Jaco

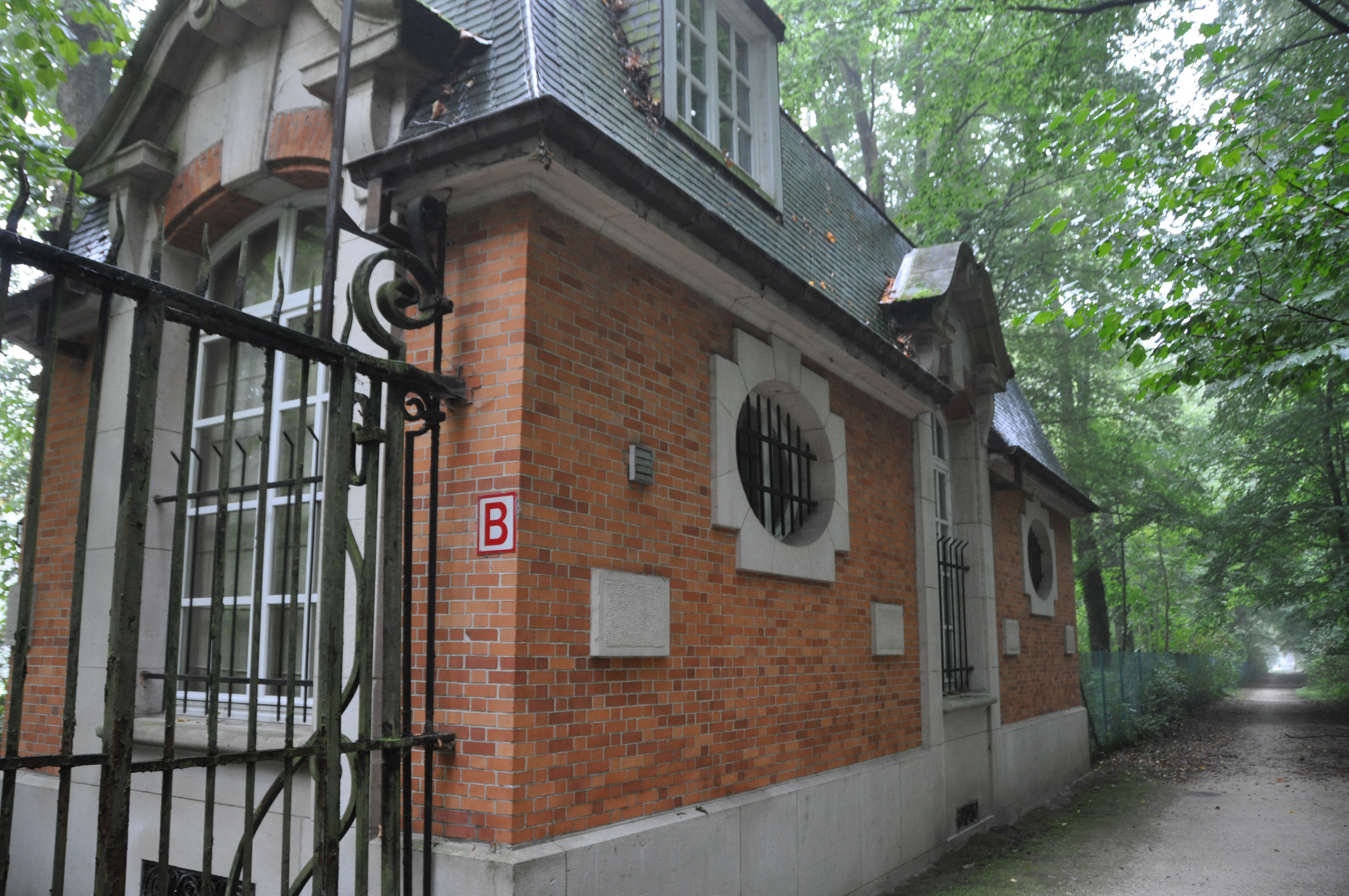
La conciergerie du château de La Fougeraie et l'avenue du Fort Jaco

L'avenue du Fort Jaco (en néerlandais: FortJacolaan) est une avenue de la commune bruxelloise d'Uccle.

## Situation et accès
Elle est située à proximité de la Forêt de Soignes, dans le quartier Fort Jaco.